# 加古川市立両荘中学校
加古川市立両荘中学校（かこがわしりつ りょうそうちゅうがっこう）は、かつて兵庫県加古川市にあった公立中学校。

## 沿革

### 経緯
第二次世界大戦後の学制改革によって、1947年4月、平荘村立平荘中学校・上荘村立上荘中学校の二つの中学校として発足していた。1948年12月22日、両校が統合して、印南郡平荘村・上荘村学校組合立両荘中学校として誕生した。1958年4月1日、平荘村・上荘村が加古川市に合併し、加古川市立両荘中学校に改称した。
1948年の開校以来、両荘地区（上荘町・平荘町を合わせた地区）に住む中学生への教育を施してきたが、2024年3月、小学校2校との統合により廃校となった。

### 年表
- 1947年4月 - 平荘村立平荘中学校・上荘村立上荘中学校[1]が発足
- 1948年12月22日 - 印南郡平荘村・上荘村学校組合立両荘中学校が発足
- 1958年4月1日 - 加古川市立両荘中学校に改称
- 1983年11月 - 文部省指定地域改善対策としての教育研究発表会を行う
- 1993年11月 - 文部省指定同和教育実践発表会を行う
- 1996年〜1997年 - 兵庫県福祉体験活動推進校
- 1997年11月 - 創立50周年記念式典
- 1998年11月 - トライやるウィーク実施
- 2000年11月 - 加古川市指定「総合的な学習」研究発表会
- 2001年11月 - オープンスクール実施
- 2024年3月31日 - 当校、加古川市立平荘小学校及び加古川市立上荘小学校の統合のため廃校
- 2024年4月1日 - 加古川市立義務教育学校両荘みらい学園開校

## 教育方針

### 教育目標
こころ豊かに、学びあう生徒の育成

### 指導目標
- 自立
  - 自ら求めて学び、主体性のある自己を創り上げていく生徒
- 共生
  - 共に励まし、共に磨き合う生徒
- 貢献
  - 人を大切にし、思いやりの心と感謝の心を持った生徒

### 努力目標
手塩にかけて育てる教育の実践

## 学校行事
- 4月 - 始業式・入学式・家庭訪問
- 5月 - 修学旅行・中間テスト
- 6月 - トライやるウィーク・期末テスト
- 7月 - 三者懇談・校内球技大会・終業式
- 8月 - 両荘夏祭り
- 9月 - 始業式
- 10月 - 中間テスト・両中祭・加印地区連合音楽会
- 11月 - 期末テスト
- 12月 - 三者懇談・校内球技大会・終業式
- 1月 - 始業式・小中交流会
- 2月 - スキー教室・学年末テスト
- 3月 - 卒業式・修了式

## 生徒会活動
- 対面式、新入生歓迎行事
- 地域ボランティア

## 部活動
- 野球部
- 陸上競技部
- バスケットボール部
- ソフトテニス部
- 剣道部
- 文化部

## 通学区域
以下の小学校の通学区域。
- 加古川市立平荘小学校
- 加古川市立上荘小学校

### 交通アクセス
- 神姫バス両荘中学校前バス停より26ｍ（徒歩3分）

## 義務教育学校への移行
両荘地区は加古川市内でも特に児童生徒数の減少が著しく、子どもたちのより良い教育環境の確保のため、平成29年度より様々な協議が重ねられた。その結果、令和2年7月に、平荘小学校及び上荘小学校を統合して現在の両荘中学校の敷地に、増改築により施設一体型小中一貫校を整備する方針を決定した。この一貫校の形態については、市内初の義務教育学校とすることが決まり、令和6年度に開校した。

## 周辺
- 加古川市未見土呂フルーツパーク
- 平荘湖
- 両荘公民館
- 法華寺播磨別院
- 常楽寺
- 兵庫県道65号神戸加古川姫路線

## 通学区域が隣接している学校
- 加古川市立志方中学校
- 加古川市立神吉中学校
- 加古川市立氷丘中学校
- 加古川市立山手中学校
- 小野市立小野南中学校
- 加西市立加西中学校